# Родин, Сергей Анатольевич
Серге́й Анато́льевич Ро́дин (род. 1957) — советский и российский учёный, специалист в области лесного хозяйства, академик РАСХН и РАН.

## Биография
Родился 8 апреля 1957 года в пос. Зеленоградский Пушкинского района Московской области.
В 1979 году окончил Московский лесотехнический институт.
В 1989 году защитил диссертацию на тему «Обоснование способов увеличения периода посадки саженцев ели в Центральной части зоны хвойно-широколиственных лесов». Кандидат сельскохозяйственных наук.
В 2004 году — защитил диссертацию на тему: «Эколого-ресурсосберегающие технологии лесовосстановления и моделирование выращивания культур ели на вырубках зоны хвойно-широколиственных лесов». Доктор сельскохозяйственных наук.
В 2009 году — было присвоено учёное звание профессора.
В 2010 году — избран академиком РАСХН.
В 2013 году — избран академиком РАН (в рамках присоединения РАСХН к РАН).
С 1979 года и по настоящее время — работает в Всероссийском НИИ лесоводства и механизации, пройдя путь от младшего научного сотрудника до директора (1998—2011), с 2011 года — заместитель директора по научной работе.

## Научная деятельность
Видный ученый в области лесного хозяйства.
Ведет работы по разработке эколого-ресурсосберегающих технологий выращивания посадочного материала и создания лесных культур на вырубках зоны хвойно-широколиственных лесов европейской части России, занимается решением проблемы обоснования приоритетов и разработки методического обеспечения воспроизводства лесных ресурсов.
Автор более 150 научных трудов, из них 7 монографий и 18 учебников и учебных пособий. Имеет 18 авторских свидетельств и патентов на изобретения.
Под его руководством защищена одна докторская и 6 кандидатских диссертаций.
Является главным редактором журнала «Лесохозяйственная информация».
- Эколого-ресурсосберегающие технологии и моделирование выращивания культур ели на вырубках зоны хвойно-широколиственных лесов / Всерос. НИИ лесоводства и механизации лесн. хоз-ва. — Пушкино, 2002. — 210 с.
- Лесомелиорация ландшафтов: учеб. для вузов / соавт. А.Р. Родин; Моск. гос. ун-т леса. — М., 2005. — 164 с.
- Экологические основы интенсификации роста сосны и ели в культурах и на вырубках / соавт. В.И. Суворов; Всерос. НИИ лесоводства и механизации лесн. хоз-ва. — Пушкино, 2007. — 172 с.
- Лесные культуры: учеб. для сред. спец учеб. завед. / соавт.: А.Р. Родин и др.. — Н. Новгород: Вектор ТиС, 2009. — 462 с.
- Повышение результативности выращивания лесных культур посадочным материалом с закрытой корневой системой / соавт. А.Р. Родин // Лесн. вестн. 2010. № 5. С. 7-10.
- Лесные культуры: учеб. для студентов вузов... / соавт.: А.Р. Родин, Е.А. Калашникова. - М., 2011. - 316 с.
- Технологическое обеспечение работ по лесовосстановлению / соавт.: Н.Е. Проказин и др.; ФБУ " Всерос. НИИ лесоводства и механизации лесн. хоз-ва". - Пушкино, 2012. - 210 с.
- Лесомелиорация ландшафтов: учеб. для студентов вузов... / соавт.: А.Р. Родин и др.; ФГБОУ ВПО " Моск. гос. ун-т леса". - М., 2014. - 192 с.
- Рекомендации по восстановлению искусственным и комбинированным способами хвойных и твердолиственных молодняков на землях лесного фонда: ( с базовыми технологическими картами на выполнение работ) / соавт.: Н.Е Проказин и др.; ФБУ " Всерос. НИИ лесоводства и механизации лесн. хоз-ва." - Пушкино, 2015. - 79 с.

## Награды
- Заслуженный лесовод Российской Федерации (2004)
- Почётный работник леса (2007)
- Золотая медаль имени Г. Ф. Морозова (2017) — за серию работ по лесовосстановлению и защитному лесоразведению
- Медаль «В память 850-летия Москвы» (1997)
- Почётная грамота Правительства Российской Федерации (1998)